# قائمة ملوك نابولي
إذا كنت تريد زوجات/أزواج ملوك وملكات نابولي انظر:قائمة أقران ملوك نابولي.
القائمة التالية هي قائمة بحكام مملكة نابولي، من انفصالها الأول عن مملكة صقلية حتى اندماجها معها لاحقاً باسم مملكة الصقليتان.
| صورة شخصية | الاسم (فترة الحياة)                       | فترة الحكم                     | الزيجات | ملاحظات |
| --- | ----------------------------------------- | ------------------------------ | --- | --- |
| السلالة الأنجوفية (1266-1382) |                                           |                                | | |
| كارلو الأول | كارلو الأول (1226-1285)                   | 1266 - 7 يناير 1285            | بياتريس من بروفانس (31 يناير 1246) 7 أبناء مارغريت من بورغندي (18 نوفمبر 1268) ابن وحيد                                                                                 | ابن لويس الثامن ملك فرنسا. فاز بالعرش كإقطاعية بابوية وبالانتصار على سلالة هوهنشتاوفن |
| كارلو الثاني | كارلو الثاني (1254-1309)                  | 7 يناير 1285 - 5 مايو 1309     | ماريا من هنغاريا (1270) 14 ابنًا | ابن كارلو الأول. |
| روبيرتو | روبيرتو (1277-1343)                       | 5 مايو 1309 - 20 يناير 1343    | يولاندا من أراغون ابنان سانشا من مايوركا (يوليو 1304) لا أبناء | ابن كارلو الثاني ورث العرش في غياب ابن أخيه كارلو مارتلو الذي كان مشغولاً بالمطالبة بعرش هنغاريا. |
| جوفانا الأولى | جوفانا الأولى (1328-1382)                 | 20 يناير 1343 - 12 مايو 1382   | أندرو دوق كالابريا (1334) لا أبناء لويجي من تارانتو (20 أغسطس 1346) ابنان خايمي الرابع من مايوركا (26 سبتمبر 1363) لا أبناء أوتو دوق برونزويك (25 سبتمبر 1376) لا أبناء | ابنة كارلو دوق كالابريا. ورثت العرش عن جدها روبيرتو. نزعها البابا أوربان السادس عن العرش في 1381، وغزا مملكتها ابن عمها كارلو دوق دوراتسو، وأخيراً خنقت في حبسها. |
| لويجي الأول | لويجي الأول (1320-1362)                   | 1352- 26 مايو 1362             | جوفانا الأولى ملكة نابولي (1334) ابنان | زوج جوفانا الأولى وحفيد كارلو الثاني. ملك عبر زوجته. |
| سلالة أنجو دوراتسو (1382-1435) |                                           |                                | | |
| كارلو الثالث | كارلو الثالث (1345-1386)                  | 12 مايو 1382 – 24 فبراير 1386  | مارغريت من دوراتسو (فبراير 1369) 3 أبناء | ابن لويس من دوراتسو، حفيد كارلو الثاني وابن بالتبني لجوفانا الأولى. استولى على عرش جوفانا وتسبب في مقتلها في سجنها. نافسه على العرش لويس الأول من أنجو. ورث عرش هنغاريا وقتل في فيزيغراد. |
| لادسلاو الأول | لادسلاو الأول (1376-1414)                 | 24 فبراير 1386 - 6 أغسطس 1414  | كونستانس من كليرمون (1390) لا أبناء ماري من لوزنيان (12 فبراير 1403) لا أبناء ماري من إنغيان (1406) لا أبناء                                                            | ابن كارلو الثالث. طرده من المملكة لويس الثاني دوق أنجو |
| سلالة فالوا أنجو (1389-1399/1435-1442) |                                           |                                | | |
| طُعن بسيادة بيت دوراتسو، حيث عينت جوفانا لويس الثالث دوق أنجو وريثاً لها. قاد دوقات أنجو عدة حملات عسكرية في المملكة وتوصلوا إلى اتفاق مع آل دوراتسو في 1426 بأن يخلفوهم في 1435.                        |                                           |                                | | |
| لويجي الثاني | لويجي الثاني (1377-1417)                  | 20 سبتمبر 1384 - 29 أبريل 1417 | يولاند من أراغون (1400) 5 أبناء | ابن لويس الأول دوق أنجو. تابع مطالب والده وطرد لادسلاو الأول من نابولي عام 1389. هزم مرة أخرى 1399. |
| سلالة أنجو دوراتسو (1266-1382) |                                           |                                | | |
| شعار أنجو دوراتسو | جوفانا الثانية (1373-1435)                | 6 أغسطس 1414 - 2 فبراير 1435   | ويليام دوق النمسا لا أبناء جاك الثاني كونت لا مارش (1415) لا أبناء | ابنة كارلو الثالث |
| سلالة فالوا أنجو (1389-1399/1435-1442) |                                           |                                | | |
| ريناتو الأول | ريناتو الأول (1409-1480)                  | 2 فبراير 1435 - 1442           | إيزابيلا دوقة لورين (1420) 10 أبناء جان دو لافال (10 سبتمبر 1454) لا أبناء                                                                                              | ابن لويس الثاني. بعد وفاة أخيه، اعترف به وريثاً لجوفانا الثانية وتلاها على العرش. نافسه على العرش ألفونسو من أراغون الذي سبق وعينته جوفانا الثانية وريثاً لها والذي غزا المملكة في 1442، مجبراً ريناتو على الهروب. بعد وفاة ريناتو، ورث المطالبة بالعرش حفيده رينيه الثاني دوق لورين أو ابن أخيه شارل الرابع دوق أنجو الذي توفي 1481، تاركاً المطالبة بالعرش إلى لويس الحادي عشر ملك فرنسا. |
| بيت تراستامارا (1442-1501) |                                           |                                | | |
| ألفونسو الأول | ألفونسو الأول (1396-1458)                 | 2 يونيو 1442 - 27 يونيو 1458   | ماريا من قشتالة (1415) لا أبناء | ابن فرناندو الأول ملك أراغون. عينته جوفانا الثانية وريثاً في 1421، خلال نزاعها مع لويس الثالث واستمر في مطالبه بعد هزيمته وجوفانا في 1423. غزا المملكة في 1436 وأجبر ريناتو على الفرار في 1442. |
| فرديناندو الأول | فرديناندو الأول (فيرانتي) (1423-1494)     | 27 يونيو 1458 - 25 يناير 1494  | إيزابيلا أميرة تارنتو (1444) 6 أبناء خوانا من أراغون (14 سبتمبر 1476) ابنان                                                                                             | ابن غير شرعي لألفونسو الأول وإيرالدونا كارلينو. عين وريثاً في وصية والده بسبب مولده غير الشرعي، كانت مطالبته بالعرش محط جدل ونازعه ابن ريناتو جون الثاني دوق لورين 1460-1464 وشارل الثامن ملك فرنسا الذي حمل المطالب الأنجوفية بعد 1493. |
| ألفونسو الثاني | ألفونسو الثاني (1448-1495)                | 25 يناير 1494 - يناير 1495     | إيبوليتا ماريا سفورزا (10 أكتوبر 1465) 3 أبناء تروغيا غازيلا ابنان | ابن فرديناندو الأول ملك نابولي. تنازل في وجه اجتياح شارل الثامن واعتزل في دير، حيث توفي في ديسمبر 1495. |
| فيرديناندو الثاني | فيرديناندو الثاني (فيرانتينو) (1469-1496) | يناير 1495 - 7 سبتمبر 1496     | جوفانا من نابولي (1496) لا أبناء | ابن ألفونسو الثاني. نافسه على اللقب شارل الثامن. |
| فريدريكو الرابع | فريدريكو (1452-1504)                      | 7 سبتمبر 1496 - 1501           | آنا من سافويا (11 سبتمبر 1478) ابن وحيد إيزابيلا ديل بالزو (28 نوفمبر 1486) 5 أبناء                                                                                     | ابن فرديناند الأول. غزاه لويس الثاني عشر وفرناندو الثاني وتوفي في المنفى تور. |
| الحكم الفرنسي (1501-1504) |                                           |                                | | |
| لويس الثاني عشر | لويجي الثالث (1462-1515)                  | 1501-1504                      | جوفانا من فرنسا (8 سبتمبر 1476) لا أبناء آن من بريتاني (8 يناير 1499) 4 أبناء ماري تيدور ملكة فرنسا (9 أكتوبر 1514) لا أبناء                                            | استلم المطالب الأنجوفية وغزا المملكة لكنه تخلى عنها لحليفه فرناندو الثاني بعد معركة غاريليانو (1503). تابع خلفاؤه المطالبة بالعرش حتى 1559. |
| الحكم الإسباني (1504-1647) |                                           |                                | | |
| فرديناندو الثالث | فرديناندو الثالث (1452-1516)              | 1504 - 23 يناير 1516           | إيزابيلا الأولى من قشتالة (19 أكتوبر 1469) خمسة أبناء جيرمين من فوا (1505) لا أبناء                                                                                     | ابن خوان الثاني ملك أراغون. فتح المملكة بعد معركة غاريليانو. |
| جوفانا | جوفانا الثالثة (1479-1555)                | 23 يناير 1516 - 12 أبريل 1555  | فيليب من النمسا (1496) ستة أبناء | ابنة فريناندو الثالث. فقدت الأهلية لاضطرابها عقليًا وحكم نيابة عنها ابنها كارلو وحفيدها فيليبو. |
| كارلو الرابع | كارلو الرابع (1500-1558)                  | 23 يناير 1516 - 25 يوليو 1554  | إيزابيلا من البرتغال (10 مارس 1526) ثلاثة أبناء | ابن فيليب من النمسا وجوفانا الثالثة. أيضًا إمبراطور روماني مقدس وملك إسبانيا، حكم المملكة بدلًا عن أمه غير المؤهلة. تحلى عن الحكم لابنه فيليبو في 1554. |
| فيليبو الثاني | فيليبو الثاني (1527-1598)                 | 25 يوليو 1554 - 13 سبتمبر 1598 | ماريا من البرتغال (1543) ابن وحيد ماري الأولى من إنجلترا (1554) لا أبناء إليزابيث من فالوا (1559) ابنان آنا من النمسا (4 مايو 1570) خمسة أبناء                          | ابن كارلو الرابع. |
| فيليبو الثالث | فيليبو الثالث (1578-1621)                 | 13 سبتمبر 1598 - 31 مارس 1621  | مارغريت من النمسا (18 أبريل 1599) خمسة أبناء | ابن فيليبو الثاني |
| فيليبو الرابع | فيليبو الرابع (1605-1665)                 | 31 مارس 1621 - 1647            | إليزابيث البوربونية (1615) سبعة أبناء ماريانا من النمسا (1649) خمسة أبناء                                                                                               | ابن فيليبو الثالث. ثار النابوليون ضد ولاته وأسسوا الجمهورية النابولية. |
| الجمهورية النابولية (1647-1648) |                                           |                                | | |
| إنريكو | إنريكو (1614–1664)                        | 22 أكتوبر 1647 - 5 أبريل 1648  | لا زيجات غير مثيرة للجدل | تابع المطالب الأنجوفية، وعين دوق الجمهورية النابولية. ألقى القبض عليه عندما عادت نابولي للسيطرة الإسبانية. |
| الحكم الإسباني (1647-1700) |                                           |                                | | |
| فيليبو الرابع | فيليبو الرابع (1605-1665)                 | 1648 - 17 سبتمبر 1665          | إليزابيث البوربونية (1615) سبعة أبناء ماريانا من النمسا (1649) خمسة أبناء                                                                                               | ابن فيليبو الثالث. |
| كارلو الخامس | كارلو الخامس (1661-1700)                  | 17 سبتمبر 1665 - 1 نوفمبر 1700 | ماري لويز من أورليان (19 نوفمبر 1679) لا أبناء ماريا آنا من نويبورغ (14 مايو 1690) لا أبناء                                                                             | ابن فيليبو الرابع |
| حرب الخلافة الإسبانية (1701—1714) |                                           |                                | | |
| خلال حرب الخلافة الإسبانية، تنافس على العرش الإسباني فيليب أنجو من آل بوربون وكارل من النمسا من آل هابسبورغ. انتهى الصراع في معاهدة راستات، والتي منحت إسبانيا لفيليب ونابولي والأراضي المنخفضة لكارل. |                                           |                                | | |
| الحكم النمساوي (1714-1734) |                                           |                                | | |
| كارلو السادس | كارلو السادس (1685-1740)                  | 7 مارس 1714 - 2 يونيو 1734     | إليزابيث كريستين (1 أغسطس 1708) أربعة أبناء | ابن ليوبولد الأول. حفيد فيليبو الثاني وطالب بالعرش الإسباني لهابسبورغ، نال نابولي في حرب الخلافة الإسبانية ولكنه فقدها لصالح إسبانيا خلال حرب الخلافة البولندية. |
| آل بوربون (1734-1799) |                                           |                                | | |
| كارلو السابع | كارلو السابع (1716-1788)                  | 2 يونيو 1734 - 6 أكتوبر 1759   | ماريا أماليا من ساكسونيا (1738) ثلاثة عشر ابنًا | ابن فيليب الخامس ملك إسبانيا. غزت جيوشه نابولي في 1734 خلال حرب الخلافة البولندية. في 1738، اعترفت معاهدة فيينا باستقلال نابولي كمملكة مستقلة تحت حكم فرع صغير من البوربون الإسبان. |
| فرديناندو الرابع | فرديناندو الرابع (1751-1825)              | 6 أكتوبر 1759 - 23 يناير 1799  | ماريا كارولينا من النمسا (12 مايو 1768) سبعة عشر ابنًا لوتشا ميلياتشو من فلوريديا (27 نوفمبر 1814) لا أبناء                                                              | ابن كارلو السابع. فر من الفرنسيين الذين شكلوا الجمهورية البارثينوبية. |
| الجمهورية البارثينوبية (1799) |                                           |                                | | |
| الجمهورية البارثينوبية | إدارة                                     | 23 يناير 1799 – 13 يونيو 1799  | | نصبها الجيش الفرنسي لكن أنهتها ثورة فلاحين مضادة |
| آل بوربون (1799-1806) |                                           |                                | | |
| فرديناندو الرابع | فرديناندو الرابع (1751-1825)              | 13 يونيو 1799 - 30 مارس 1806   | ماريا كارولينا من النمسا (12 مايو 1768) سبعة عشر ابنًا لوتشا ميلياتشو من فلوريديا (27 نوفمبر 1814) لا أبناء                                                              | ابن كارلو السابع. أعيد تنصيبه بعد حل الجمهورية البارثينوبية. |
| دولة عميلة لنابليون (1806-1815) |                                           |                                | | |
| جوزيبي الأول | جوزيبي الأول (1768-1844)                  | 30 مارس 1806 - 8 يوليو 1808    | جولي كلاري (1 أغسطس 1794) ثلاثة أبناء | ابن كارلو بونابرت. نصبه أخوه نابليون بونابرت ملكًا على نابولي، واستبدله لاحقًا بصهره يواكيم مورات. |
| يواكيم الأول | يواكيم مورات (1767-1815)                  | 1 أغسطس 1808 - 22 مايو 1815    | كارولين بونابرت (1 أغسطس 1794) ثلاثة أبناء | ابن بيير مورات جوردي. نصبه صهره نابليون بونابرت ملكًا على نابولي. خلع وأعدم في بيتسو في كالابريا بعد المائة يوم. |
| آل بوربون (1815-1816) |                                           |                                | | |
| فرديناندو الرابع | فرديناندو الرابع (1751-1825)              | 22 مايو 1815 - 8 ديسمبر 1816   | ماريا كارولينا من النمسا (12 مايو 1768) سبعة عشر ابنًا لوتشا ميلياتشو من فلوريديا (27 نوفمبر 1814) لا أبناء                                                              | ابن كارلو السابع. استعاد مملكته بعد انتهاء يواكيم مورات. دمج مملكتي نابولي وصقلية في مملكة الصقليتين الجديدة في 1816، وأصبح يعرف بفرديناندو الأول ملك الصقليتين. |